# СДЮШОР «Прикарпаття»
СДЮШОР «Прикарпаття» (повна назва Спеціалізована дитячо-юнацька школа олімпійського резерву з футболу «Прикарпаття») — позашкільний навчальний заклад, дитячо-юнацька футбольна школа з Івано-Франківська, заснована 1976 року. Вона є закладом управління спорту та молодіжної політики Івано-Франківської ОДА і спеціалізується на футболі. Команди школи є постійними учасниками Дитячо-юнацької футбольної ліги України.
У 2005 році школі надано вищу категорію і присвоєно статус школи олімпійського резерву. Заняття СДЮШОР „Прикарпаття” проводить на запасних полях міського центрального стадіону "Рух". Школа співпрацює з відновленим ФК Прикарпаття.

## Історія
У січні 1976 року на базі кількох нечисельних груп футбольної підготовки при команді майстрів першої союзної ліги «Спартак» (Івано-Франківськ) було створено однойменну спеціалізовану ДЮСШ. Першим її директором став знаний місцевий тренер та колишній футболіст М. Думанський, а викладачами-наставниками — С. Балан, І. Краснецький та Ю. Шайкін. Через п'ять років у зв'язку з передачею команди «Спартак» разом зі спортшколою на баланс івано-франківського заводу «Позитрон» навчальний заклад змінив назву на ДЮСШ «Прикарпаття».
У радянський період своєї історії команди школи ставали переможцями та призерами першостей всесоюзних спорттовариств «Спартак» і «Зеніт», а також чемпіонатів України. Вихованці закладу викликалися до лав збірних УРСР і СРСР. У 1980-х роках на базі ДЮСШ «Прикарпаття» було створено команду, яка короткий час змагалася у чемпіонаті другої ліги Івано-Франківської області.
В 1991 році школа на короткий час опинилася під крилом профспілкового фізкультурно-спортивного товариства «Україна». Пізніше навчальний заклад став структурною одиницею ФК «Прикарпаття».

## Керівники і тренери
- Мирослав Думанський
- Степан Рибак
- Юрій Шайкін
- Степан Балан
- Тарас Белей
- Михайло Гнатишин
- Річард Гуцуляк
- Іван Краснецький
- Борис Пазухін
- Віктор Поптанич

## Відомі вихованці
- Микола Волосянко
- Ярослав Думанський
- Валентин Москвін
- Петро Русак
- Василь Тофан
- Ігор Юрченко
- Микола Юрченко